# Bryan Guinness
Bryan Walter Guinness, 2e baron Moyne (27 octobre 1905 - 6 juillet 1992) est un héritier d'une partie de la fortune brassicole de la famille Guinness, et un avocat, poète et romancier. Il est brièvement marié à Diana Mitford.

## Jeunesse
Il est le fils de Walter Guinness (titré baron Moyne en 1932), fils d'Edward Guinness, 1er comte d'Iveagh, et d'Evelyn Stuart Erskine, fille du 14e comte de Buchan. Il fréquente la Heatherdown School, près d'Ascot dans le Berkshire, suivi par le Collège d'Eton (également dans le Berkshire) et Christ Church (Oxford), et est admis au barreau en 1931.
À Oxford, Guinness fait partie du Railway Club, qui comprend Henry Yorke, Roy Forbes Harrod, Henry Thynne (6e marquis de Bath), David Plunket Greene, Harry Fox-Strangways (7e comte d'Ilchester), Brian Howard, Michael Parsons (6e comte de Rosse), John Sutro, Hugh Lygon, Harold Acton, Patrick Balfour (3e baron Kinross), Mark Ogilvie-Grant, John Drury-Lowe.
En tant qu'héritier de la fortune brassicole Guinness et jeune homme beau et charmant, Bryan est un célibataire courtisé. Un des « Bright Young People » de Londres, il est un des organisateurs de l'exposition d'art canular « Bruno Hat » de 1929, qui s'est tenue chez lui à Londres.

## Mariages et famille

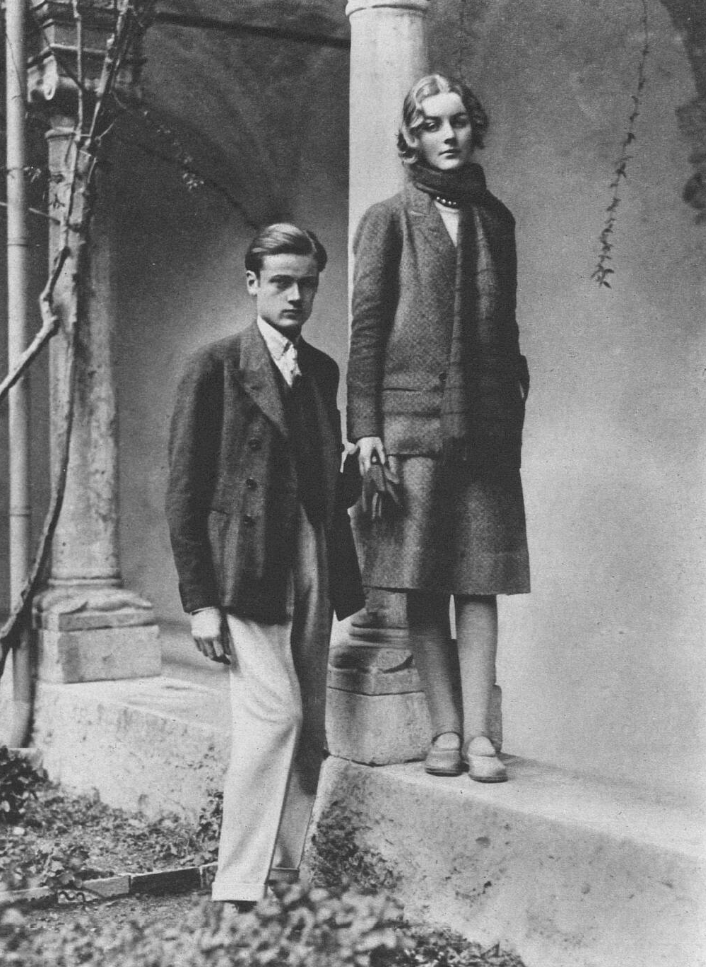
Guinness et Diana en lune de miel à Taormine, Sicile.

En 1929, Guinness épouse Diana Mitford, l'une des sœurs de Mitford. Ils ont deux fils:
- Jonathan Guinness (3e baron Moyne) (né le 16 mars 1930)
- Desmond Guinness (8 septembre 1931 - 20 août 2020)

Le couple devient la coqueluche de la scène artistique et mondaine de Londres et ont été dédicataires du deuxième roman d'Evelyn Waugh Vile Bodies. Cependant, ils divorcent en 1933, après que Diana l'ait quitté pour le leader fasciste britannique Oswald Mosley.
Guinness se remarie en 1936 à Elisabeth Nelson (1912–1999), fille de Thomas Arthur Nelson (en) de la famille d'édition Nelson, avec qui il a neuf enfants.
- Rosaleen Elisabeth Guinness (née le 7 septembre 1937), épouse Sudhir Mulji
- Diarmid Edward Guinness (23 septembre 1938-15 août 1977), épouse Felicity, fille de Andrew Carnwath
- Fiona Evelyn Guinness (née le 26 juin 1940)
- Finn Benjamin Guinness (né le 26 août 1945), épouse Mary Price
- Thomasin Margaret Guinness (né le 16 janvier 1947)
- Kieran Arthur Guinness (né le 11 février 1949), épouse Vivienne Halban
- Catriona Rose Guinness (née le 13 décembre 1950)
- Erskine Stuart Richard Guinness (né le 16 janvier 1953), épouse Louise Dillon-Malone [5]
- Mirabel Jane Guinness (née le 8 septembre 1956), épouse Patrick Helme

## Vie publique
Pendant la Seconde Guerre mondiale, Guinness sert pendant trois ans au Moyen-Orient avec la mission Spears pour la France libre, parlant couramment le français, avec le grade de major. Puis, en novembre 1944, Guinness accède à la baronnie lorsque son père, affecté à l'étranger comme ministre résident au Moyen-Orient par son ami Winston Churchill, est assassiné au Caire.
Après la guerre, Lord Moyne siège au conseil d'administration de la Guinness société en tant que vice-président 1947-1979, ainsi que la Guinness confiance et la Iveagh confiance, siégeant comme crossbencher à la Chambre des lords. Il est pendant trente-cinq ans administrateur de la Galerie nationale d'Irlande et fait don de plusieurs œuvres à la galerie. Il écrit un certain nombre de romans, mémoires, livres de poésie et pièces de théâtre applaudis par la critique. Avec Frank Pakenham, il demande le retour du Lane Bequest à Dublin, aboutissant à l'accord de compromis de 1959. Il est membre de la Royal Society of Literature.
Lord Moyne est mort en 1992 à Biddesden House, sa maison dans le Wiltshire (près d'Andover), et son fils aîné Jonathan lui succède.

## Ouvrages
- Pièces: La Concubine parfumée, une tragédie (1938); Une charade au bord de la rivière (1954)
- Livres pour enfants: L'Histoire de Johnny et Jemima (1936); Les Enfants du désert (1947); Le Petit déjeuner de l'animal (1950); Catriona et la sauterelle (1957); Priscilla et la crevette (1960); La Fille à la fleur (1966).
- Poésie: vingt-trois poèmes (1931); Sous la paupière (1935); Réflexions (1947); Poèmes rassemblés (1956); La Rose dans l'arbre (1964); L'Horloge (1973); Sur un rebord (1992).
- Romans: Chanter faux (1933); Paysage avec personnages (1934); Une semaine au bord de la mer (1936); Compagnon de Lady Crushwell (1938); Une fugue de Cendrillon (1956); Leo et Rosabelle (1961); L'Ile du Géant (1964); L'Engagement (1969); Flirt hellénique (1978)
- Mémoires: Potpourri (1982); Patchwork personnel 1939–45 (1986); Journal non tenu (1988).

- Chansons: Ed. WB Yeats : Broadsides; une collection de chansons anciennes et nouvelles (1935); Cuala Press, Dublin.